# Lanquín
Lanquín är en kommunhuvudort i Guatemala.   Den ligger i departementet Departamento de Alta Verapaz, i den centrala delen av landet, 120 km nordost om huvudstaden Guatemala City. Lanquín ligger 556 meter över havet och antalet invånare är 2 006.
Terrängen runt Lanquín är huvudsakligen kuperad, men åt nordost är den bergig. Runt Lanquín är det ganska tätbefolkat, med 96 invånare per kvadratkilometer. Närmaste större samhälle är Cahabón, 16,0 km öster om Lanquín. I omgivningarna runt Lanquín växer i huvudsak städsegrön lövskog.

## Semuc Champey
Semuc Champey är det mest populära turistmålet i närheten av Lanquin. Det är en nationalpark innehålland vackra naturella pooler av turkost vatten och i närheten ligger även grottor, fyllda med vatten, som tusentals turister upptäcker varje år.

## Boende
Lanquin är en stad som många backpackers anser har de finaste boendena. Det bergiga landskapet tillsammans med floden som rinner genom staden gör att hostel och hotel får fantastiska vyer. Bland annat finns dessa:
- Zephyrs Lodge: Ligger uppe i bergen med utsikt över floden från sin infinity pool
- El Retiro Lodge: Ligger nere vid floden där man kan hoppa ner i den kalla floden direkt från solstolarna
- Utopia: Ett yoga retreat bland den tropiska skogen[6]